# Hümmerich

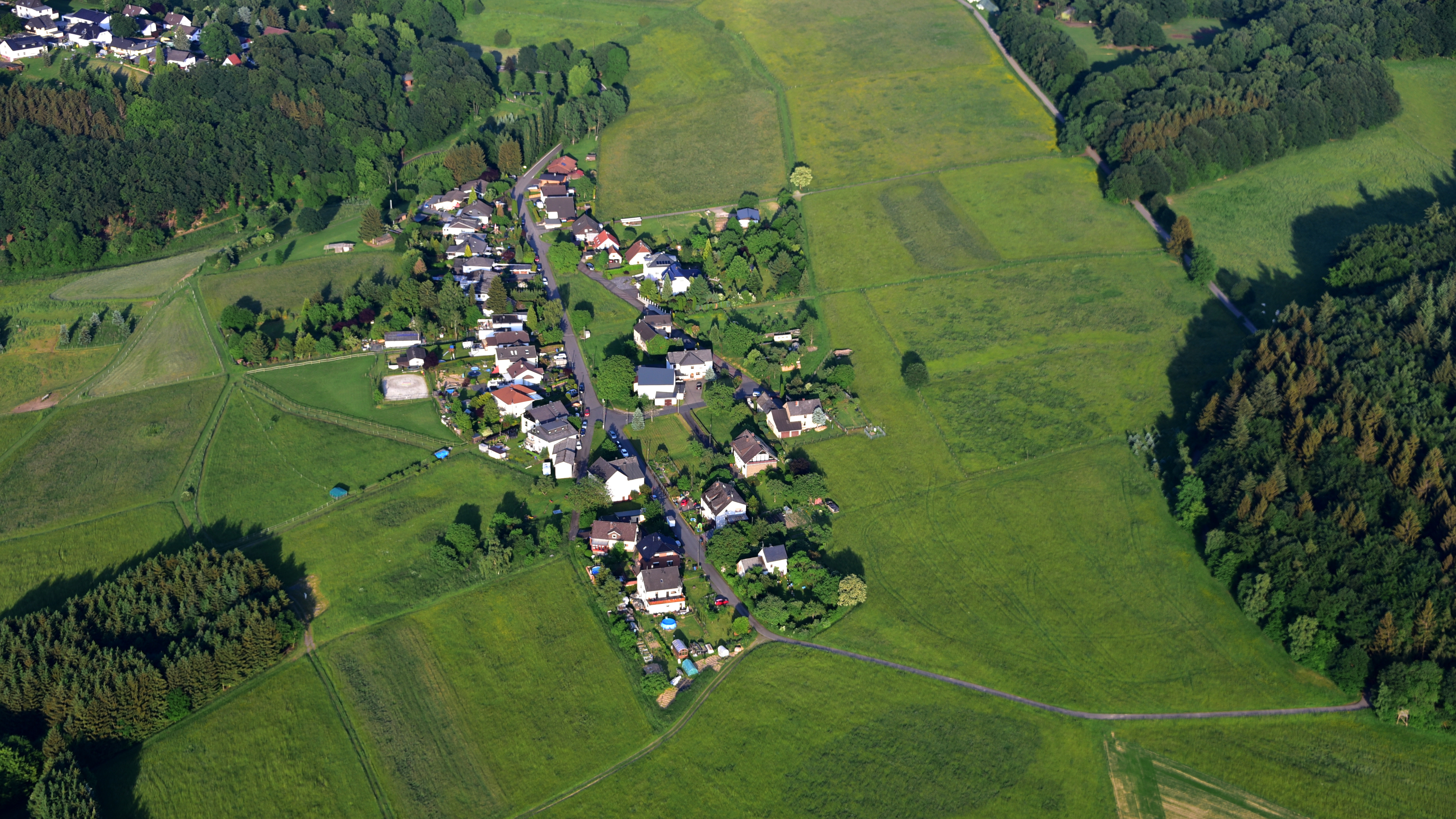
Niederhümmerich, Luftaufnahme (2018)

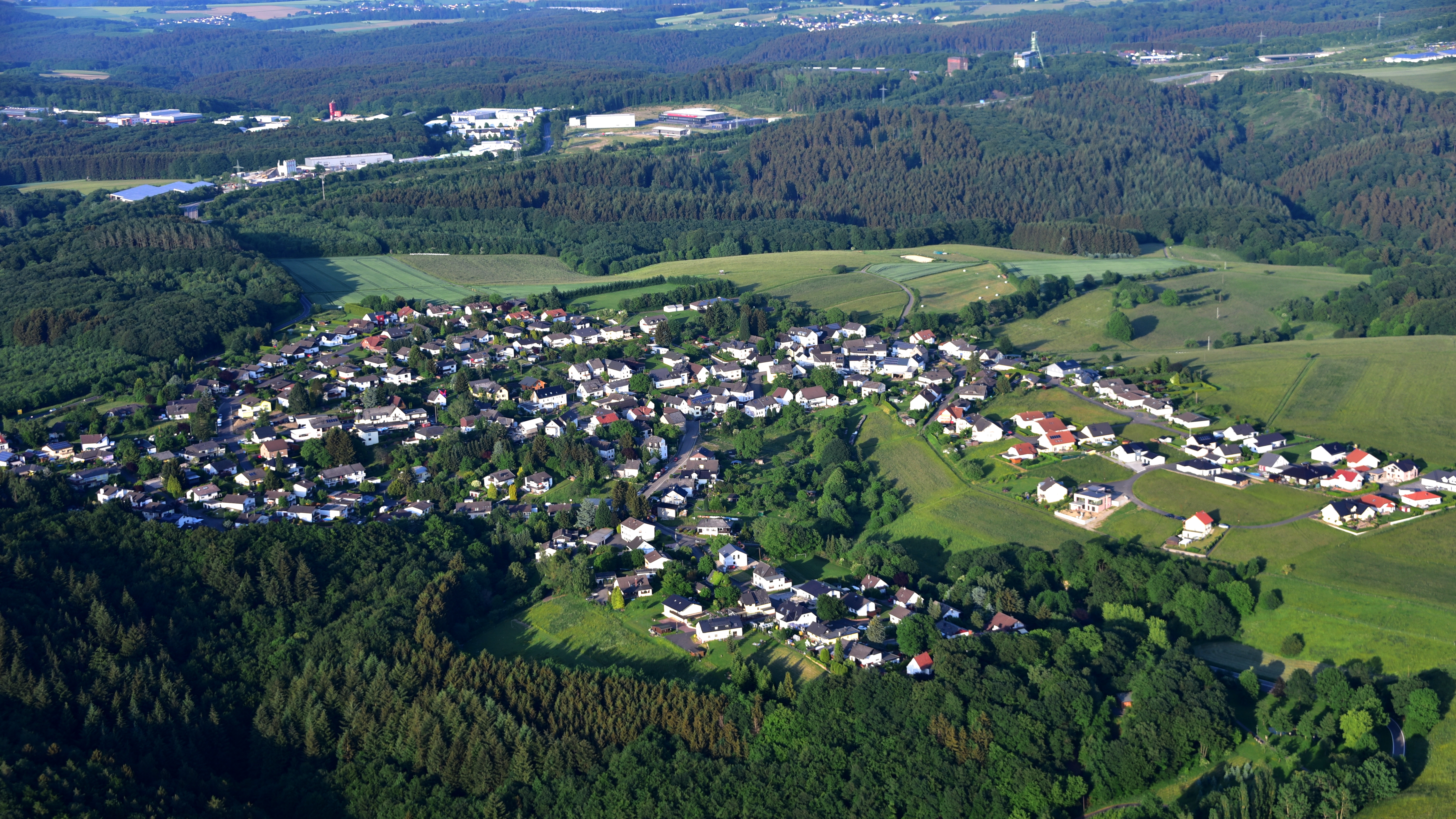
Oberhümmerich, Luftaufnahme (2018)

Hümmerich ist eine Ortsgemeinde im Landkreis Neuwied im Norden von Rheinland-Pfalz. Sie gehört der Verbandsgemeinde Rengsdorf-Waldbreitbach an.

## Geographie
Der Ort liegt im Naturpark Rhein-Westerwald rund 10 km nördlich von Rengsdorf. Die nächstgelegenen Orte sind Krunkel im Norden sowie Willroth im Osten (beide zum Landkreis Altenkirchen). Es wird zwischen den Ortsteilen Ober- (etwa 360 m ü. NHN) und Niederhümmerich (320 m ü. NN) unterschieden. Nach Westen fällt das Gemeindegebiet mit dem Hümmericher Bach ins Tal des Dasbach ab, wo es im äußeren Südwesten mit 207 m ü. NHN seinen tiefsten Bodenpunkt erreicht. Zu Hümmerich gehören die Wohnplätze Hümmericher Mühle und Karlshof.

### Klima
Der Jahresniederschlag beträgt 896 mm.

## Geschichte
Das älteste Zeugnis für eine Besiedlung in der Gegend von Hümmerich wurde 1935 in Oberhümmerich gefunden, ein spitznackiges Steinbeil aus Feuerstein (Flint) und stammt aus der jüngeren Steinzeit etwa 3000 bis 1600 v. Chr.
Man schätzt, dass Hümmerich Ende des 9. Jahrhunderts aus einem einzelnen Hof entstand. In einer Urkunde des Erzbischofs von Trier aus dem Jahre 857 wird der „Weiße Stein“ als Grenzmarke genannt. In dieser Urkunde wird der Zehntbezirk der zum St. Kastorstift in Koblenz gehörenden Rengsdorfer Kirche abgegrenzt.
Bei Hümmerich verlief lange Jahre die Grenze zwischen der Grafschaft Wied und dem Kurfürstentum Trier. Es wurden mehrere Grenzsteine mit der Jahreszahl 1788 aufgefunden.
Bereits im Mittelalter wurde hier Bergbau betrieben und Erz abgebaut, wie heute noch vorhandene trichterförmige Vertiefungen, so genannte Pingenfelder erkennen lassen. In der zweiten Hälfte des 19. Jahrhunderts wurde hier noch einmal in geringem Umfang Brauneisenstein abgebaut.
Siehe auch Liste der Kulturdenkmäler in Hümmerich
Statistik zur Einwohnerentwicklung
Die Entwicklung der Einwohnerzahl von Hümmerich, die Werte von 1871 bis 1987 beruhen auf Volkszählungen:
| Jahr | Einwohner |
| ---- | --------- |
| 1815 | 108       |
| 1835 | 172       |
| 1871 | 250       |
| 1905 | 271       |
| 1939 | 226       |
| 1950 | 265       |
| 1961 | 263       |

| Jahr | Einwohner |
| ---- | --------- |
| 1970 | 299       |
| 1987 | 526       |
| 2005 | 759       |
| 2011 | 785       |
| 2017 | 768       |
| 2022 | 810       |

## Politik

### Bürgermeister
Da bei der Kommunalwahl am 9. Juni 2024 kein Ortsbürgermeisterkandidat zur Wahl stand, übte der Erste Beigeordnete des Gemeinderats Olaf Reinhäckel das Amt des Ortsbürgermeisters von Hümmerich aus. Er wurde bei der zweiten Sitzung des Ortsgemeinderats einstimmig gewählt. Sein Vorgänger war Achim Schmidt, der das Amt 10 Jahre ausübte. Bei der Direktwahl am 26. Mai 2019 wurde er für weitere fünf Jahre in seinem Amt bestätigt. Vorgänger von Achim Schmidt war Edwin Roth, der das Amt 15 Jahre ausübte.

## Kultur und Sehenswürdigkeiten
Die um 1700 gepflanzte Hümmericher „Dicke Eiche“ (Quercus petraea) am Ortseingang an der Landesstraße 270 als Bestandteil vom Ortswappen ist als offizielles Naturdenkmal des Landes Rheinland-Pfalz registriert (Nr. ND-7138-441).

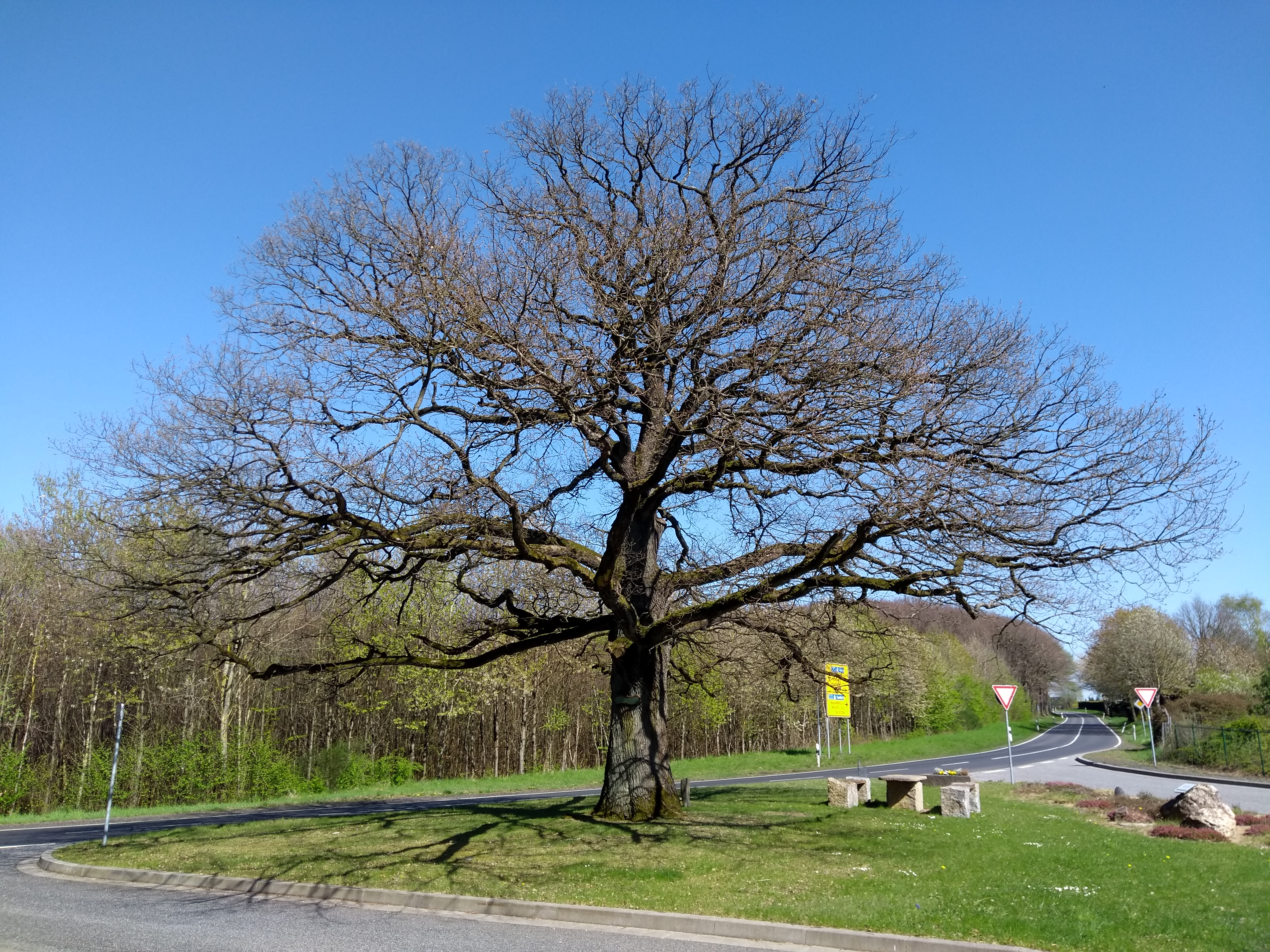
Naturdenkmal Eiche, Ortseingang an L270
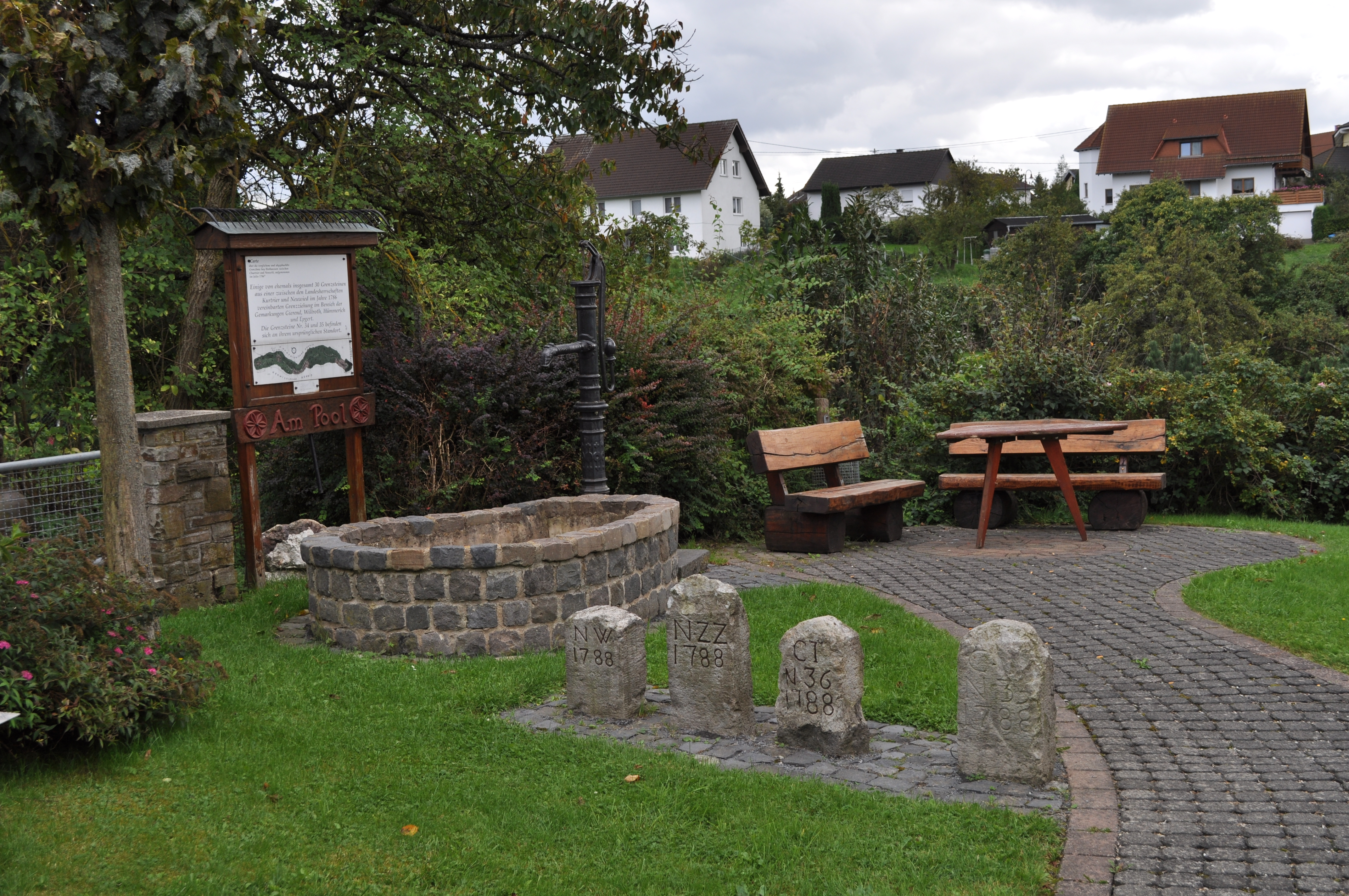
Brunnen mit Grenzsteinen
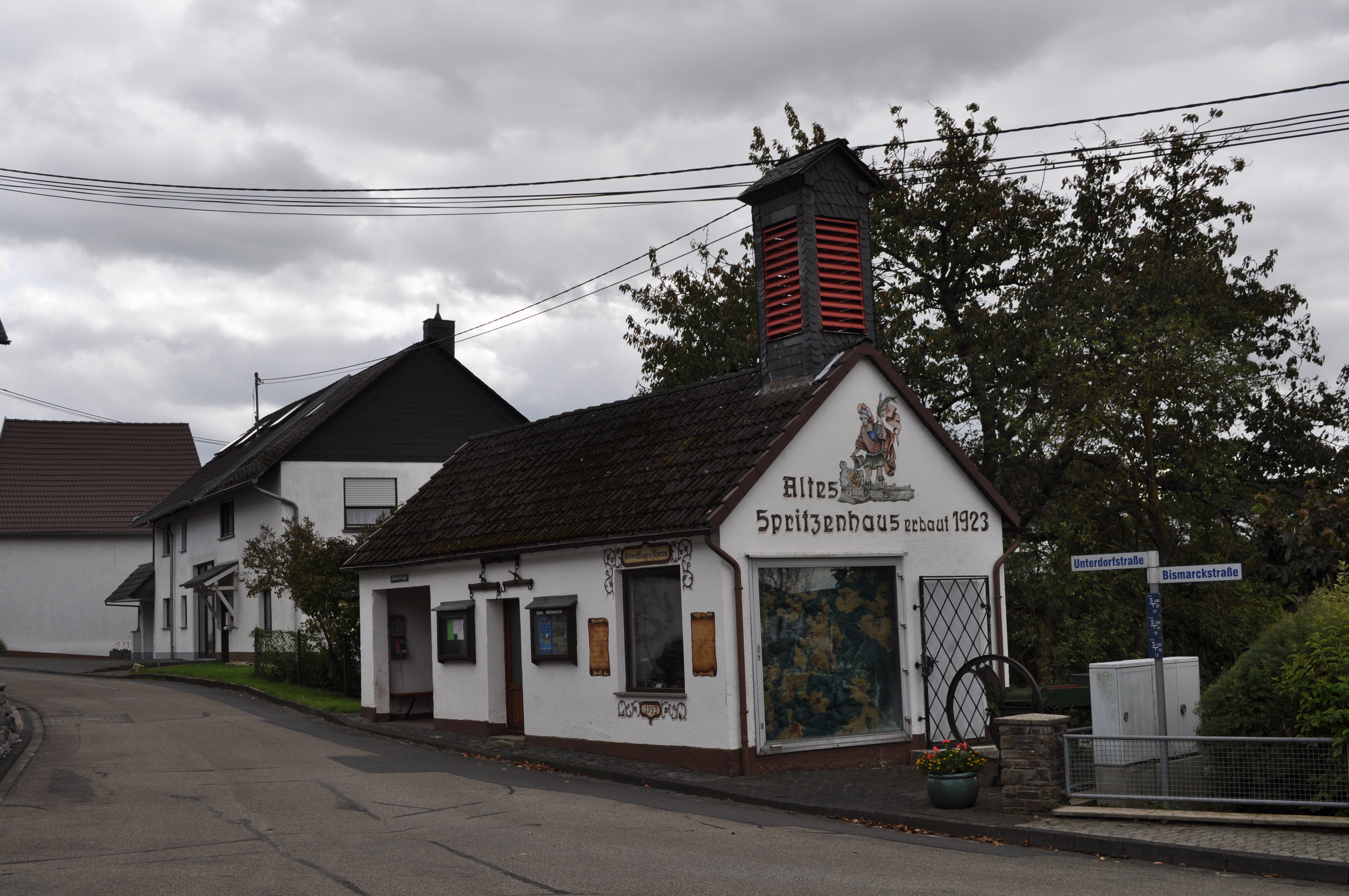
Altes Spritzenhaus, jetzt Waagenmuseum

## Verkehr
- Hümmerich liegt an der Landesstraße 270, über diese ist die B 256, die von Neuwied nach Altenkirchen führt, zu erreichen.
- Die nächste Autobahnanschlussstelle (36) ist Neuwied an der A 3.
- Nächstgelegener ICE-Bahnhof ist Montabaur an der Schnellfahrstrecke Köln–Rhein/Main.

## Tourismus
Nach dem ersten Platz im Wettbewerb „Unser Dorf soll schöner werden“ 1969/1970 erhielt Hümmerich 1970 das Prädikat „Staatlich anerkannter Luftkurort“, das jedoch 2015 im Staatsanzeiger für Rheinland-Pfalz aufgehoben wurde.